# أرني زين
أرني زين (بالإنجليزية: Arnie Zane)‏ هو مصمم رقص ومصور أمريكي، ولد في 26 سبتمبر 1947 في نيويورك في الولايات المتحدة، وتوفي في 30 مارس 1988 في Valley Cottage, New York ‏ في الولايات المتحدة.

## وصلات خارجية
- أرني زين على موقع الموسوعة البريطانية (الإنجليزية)